# XPEL 375 2021
De XPEL 375 2021 was de vierde ronde van de IndyCar Series 2021. De race werd op 2 mei 2021 verreden in Fort Worth, Texas, op Texas Motor Speedway. De race duurde 248 ronden. Patricio O'Ward van Arrow McLaren SP greep laat in de race de leiding en scoorde zo zijn eerste IndyCar-overwinning uit zijn carrière.

## Inschrijvingen
W = eerdere winnaar
R = rookie
| No.   | Coureur            | Team                                    | Motor     |
| ----- | ------------------ | --------------------------------------- | --------- |
| 2     | Josef Newgarden W  | Team Penske                             | Chevrolet |
| 3     | Scott McLaughlin R | Team Penske                             | Chevrolet |
| 4     | Dalton Kellett     | A. J. Foyt Enterprises                  | Chevrolet |
| 5     | Patricio O'Ward    | Arrow McLaren SP                        | Chevrolet |
| 7     | Felix Rosenqvist   | Arrow McLaren SP                        | Chevrolet |
| 8     | Marcus Ericsson    | Chip Ganassi Racing                     | Honda     |
| 9     | Scott Dixon W      | Chip Ganassi Racing                     | Honda     |
| 10    | Álex Palou         | Chip Ganassi Racing                     | Honda     |
| 12    | Will Power W       | Team Penske                             | Chevrolet |
| 14    | Sébastien Bourdais | A. J. Foyt Enterprises                  | Chevrolet |
| 15    | Graham Rahal W     | Rahal Letterman Lanigan Racing          | Honda     |
| 18    | Ed Jones           | Dale Coyne Racing with Vasser-Sullivan  | Honda     |
| 20    | Ed Carpenter W     | Ed Carpenter Racing                     | Chevrolet |
| 21    | Rinus VeeKay       | Ed Carpenter Racing                     | Chevrolet |
| 22    | Simon Pagenaud     | Team Penske                             | Chevrolet |
| 26    | Colton Herta       | Andretti Autosport                      | Honda     |
| 27    | Alexander Rossi    | Andretti Autosport                      | Honda     |
| 28    | Ryan Hunter-Reay   | Andretti Autosport                      | Honda     |
| 29    | James Hinchcliffe  | Andretti Steinbrenner Autosport         | Honda     |
| 30    | Takuma Sato        | Rahal Letterman Lanigan Racing          | Honda     |
| 48    | Tony Kanaan W      | Chip Ganassi Racing                     | Honda     |
| 51    | Pietro Fittipaldi  | Dale Coyne Racing with Rick Ware Racing | Honda     |
| 59    | Conor Daly         | Carlin                                  | Chevrolet |
| 60    | Jack Harvey        | Meyer Shank Racing                      | Honda     |
| Bron: |                    |                                         |           |

## Classificatie

### Kwalificatie
Er vond geen kwalificatie plaats voor de race, omdat de officials gedwongen waren de sessie te annuleren vanwege vertragingen door het weer. Daardoor werden de kwalificatieresultaten en de startopstelling voor de race bepaald op basis van de stand van de coureurs na de vorige race, de Genesys 300. Als puntenleider kreeg Scott Dixon de poleposition toegewezen.
| Pos.  | No. | Coureur            | Team                                    | Motor     |
| ----- | --- | ------------------ | --------------------------------------- | --------- |
| 1     | 9   | Scott Dixon W      | Chip Ganassi Racing                     | Honda     |
| 2     | 10  | Álex Palou         | Chip Ganassi Racing                     | Honda     |
| 3     | 12  | Will Power W       | Team Penske                             | Chevrolet |
| 4     | 5   | Patricio O'Ward    | Arrow McLaren SP                        | Chevrolet |
| 5     | 60  | Jack Harvey        | Meyer Shank Racing                      | Honda     |
| 6     | 2   | Josef Newgarden W  | Team Penske                             | Chevrolet |
| 7     | 3   | Scott McLaughlin R | Team Penske                             | Chevrolet |
| 8     | 22  | Simon Pagenaud     | Team Penske                             | Chevrolet |
| 9     | 15  | Graham Rahal W     | Rahal Letterman Lanigan Racing          | Honda     |
| 10    | 26  | Colton Herta       | Andretti Autosport                      | Honda     |
| 11    | 30  | Takuma Sato        | Rahal Letterman Lanigan Racing          | Honda     |
| 12    | 21  | Rinus VeeKay       | Ed Carpenter Racing                     | Chevrolet |
| 13    | 8   | Marcus Ericsson    | Chip Ganassi Racing                     | Honda     |
| 14    | 14  | Sébastien Bourdais | A. J. Foyt Enterprises                  | Chevrolet |
| 15    | 27  | Alexander Rossi    | Andretti Autosport                      | Honda     |
| 16    | 51  | Pietro Fittipaldi  | Dale Coyne Racing with Rick Ware Racing | Honda     |
| 17    | 7   | Felix Rosenqvist   | Arrow McLaren SP                        | Chevrolet |
| 18    | 18  | Ed Jones           | Dale Coyne Racing with Vasser-Sullivan  | Honda     |
| 19    | 20  | Ed Carpenter W     | Ed Carpenter Racing                     | Chevrolet |
| 20    | 48  | Tony Kanaan W      | Chip Ganassi Racing                     | Honda     |
| 21    | 28  | Ryan Hunter-Reay   | Andretti Autosport                      | Honda     |
| 22    | 29  | James Hinchcliffe  | Andretti Steinbrenner Autosport         | Honda     |
| 23    | 4   | Dalton Kellett     | A. J. Foyt Enterprises                  | Chevrolet |
| 24    | 59  | Conor Daly         | Carlin                                  | Chevrolet |
| Bron: |     |                    |                                         |           |

### Race
| Pos.                                                                    | No. | Coureur            | Team                                    | Motor     | Rondes | Tijd        | Pit stops | Grid | Geleide ronden | Pts. |
| ----------------------------------------------------------------------- | --- | ------------------ | --------------------------------------- | --------- | ------ | ----------- | --------- | ---- | -------------- | ---- |
| 1                                                                       | 5   | Patricio O'Ward    | Arrow McLaren SP                        | Chevrolet | 248    | 02:06:31.12 | 3         | 4    | 25             | 51   |
| 2                                                                       | 2   | Josef Newgarden W  | Team Penske                             | Chevrolet | 248    | +01.2443    | 3         | 6    | 25             | 41   |
| 3                                                                       | 15  | Graham Rahal W     | Rahal Letterman Lanigan Racing          | Honda     | 248    | +5.6449     | 3         | 9    | 13             | 36   |
| 4                                                                       | 9   | Scott Dixon W      | Chip Ganassi Racing                     | Honda     | 248    | +6.0386     | 3         | 1    | 163            | 35   |
| 5                                                                       | 26  | Colton Herta       | Andretti Autosport                      | Honda     | 248    | +6.3782     | 3         | 10   |                | 30   |
| 6                                                                       | 22  | Simon Pagenaud     | Team Penske                             | Chevrolet | 248    | +7.0088     | 3         | 8    |                | 28   |
| 7                                                                       | 10  | Álex Palou         | Chip Ganassi Racing                     | Honda     | 248    | +8.3686     | 3         | 2    | 3              | 27   |
| 8                                                                       | 3   | Scott McLaughlin R | Andretti Autosport                      | Honda     | 248    | +9.5898     | 3         | 7    |                | 24   |
| 9                                                                       | 21  | Rinus VeeKay       | Ed Carpenter Racing                     | Chevrolet | 212    | +12.7212    | 4         | 12   | 5              | 23   |
| 10                                                                      | 28  | Ryan Hunter-Reay   | Andretti Autosport                      | Honda     | 248    | +14.5929    | 4         | 21   |                | 20   |
| 11                                                                      | 20  | Ed Carpenter W     | Ed Carpenter Racing                     | Chevrolet | 248    | +15.3180    | 3         | 19   | 1              | 20   |
| 12                                                                      | 8   | Marcus Ericsson    | Chip Ganassi Racing                     | Honda     | 248    | + 16.0741   | 13        | 19   |                | 18   |
| 13                                                                      | 12  | Will Power W       | Team Penske                             | Chevrolet | 248    | +17.8136    | 3         | 3    | 1              | 18   |
| 14                                                                      | 11  | Takuma Sato        | Rahal Letterman Lanigan Racing          | Honda     | 247    | +1 ronde    | 4         | 11   | 12             | 17   |
| 15                                                                      | 48  | Tony Kanaan W      | Chip Ganassi Racing                     | Honda     | 246    | +2 rondes   | 4         | 20   |                | 15   |
| 16                                                                      | 7   | Felix Rosenqvist   | Arrow McLaren SP                        | Chevrolet | 246    | +2 rondes   | 5         | 17   |                | 14   |
| 17                                                                      | 60  | Jack Harvey        | Meyer Shank Racing                      | Chevrolet | 115    | Mechanisch  | 1         | 5    |                | 13   |
| 18                                                                      | 29  | James Hinchcliffe  | Andretti Steinbrenner Autosport         | Honda     | 30     | Mechanisch  | 2         | 22   |                | 12   |
| 19                                                                      | 14  | Sébastien Bourdais | A. J. Foyt Enterprises                  | Chevrolet | 0      | Contact     | 0         | 14   |                | 11   |
| 20                                                                      | 27  | Alexander Rossi    | Andretti Autosport                      | Honda     | 0      | Contact     | 0         | 15   |                | 10   |
| 21                                                                      | 51  | Pietro Fittipaldi  | Dale Coyne Racing with Rick Ware Racing | Honda     | 0      | Contact     | 0         | 16   |                | 9    |
| 22                                                                      | 18  | Ed Jones           | Dale Coyne Racing with Vasser-Sullivan  | Honda     | 0      | Contact     | 0         | 18   |                | 8    |
| 23                                                                      | 4   | Dalton Kellett     | A. J. Foyt Enterprises                  | Chevrolet | 0      | Contact     | 0         | 23   |                | 7    |
| 24                                                                      | 59  | Conor Daly         | Carlin                                  | Chevrolet | 0      | Contact     | 0         | 24   |                | 6    |
| Snelste ronde: Álex Palou (Chip Ganassi Racing) – 00:23.8507 (ronde 10) |     |                    |                                         |           |        |             |           |      |                |      |
| Bron:                                                                   |     |                    |                                         |           |        |             |           |      |                |      |

## Tussenstanden kampioenschap
| Pos. | Coureur         | Punten |
| ---- | --------------- | ------ |
| 1.   | Scott Dixon     | 153    |
| 2.   | Patricio O'Ward | 131    |
| 3.   | Álex Palou      | 127    |
| 4.   | Josef Newgarden | 116    |
| 5.   | Graham Rahal    | 107    |

| Pos. | Team      | Punten |
| 1.   | Honda     | 332    |
| 2.   | Chevrolet | 318    |